# انگوندا موزینگا
انگوندا موزینگا (انگلیسی: Ngonda Muzinga؛ زادهٔ ۳۱ دسامبر ۱۹۹۴) بازیکن فوتبال اهل جمهوری دموکراتیک کنگو است.
از باشگاه‌هایی که در آن بازی کرده‌است می‌توان به اشاره کرد.
وی همچنین در تیم ملی فوتبال جمهوری کنگو بازی کرده‌است.